# Oclusiva palatal sonora
A oclusiva palatal sonora é um tipo de som consonantal em algumas línguas faladas. O símbolo no Alfabeto Fonético Internacional que representa esse som é ⟨ɟ⟩, um ⟨j⟩ barrado sem ponto que foi inicialmente criado girando o tipo de uma letra minúscula ⟨f⟩. O símbolo X-SAMPA equivalente é J\.
Se a distinção for necessária, a oclusiva alvéolo-palatal expressa pode ser transcrita ⟨ɟ̟⟩, ⟨ɟ˖⟩ (ambos os símbolos denotam um ⟨ɟ⟩ avançado) ou ⟨d̠ʲ⟩ (retraído e palatalizado ⟨d⟩), mas eles são essencialmente equivalente, pois o contato inclui a lâmina e o corpo (mas não a ponta) da língua. Os símbolos X-SAMPA equivalentes são J\_+ e d_-' ou d_-_j, respectivamente. Há também uma letra ⟨ȡ⟩ não AFI ("d" com a ondulação encontrada nos símbolos das fricativas sibilantes alvéolo-palatais ⟨ɕ, ʑ⟩), usada especialmente em círculos Sinológicos.
[ɟ] é um som menos comum em todo o mundo que a africada pós-alveolar expressa [d͡ʒ] porque é difícil fazer a língua tocar apenas o palato duro sem também tocar a parte posterior da crista alveolar. Também é comum que o símbolo ⟨ɟ⟩ seja usado para representar uma plosiva velar sonora palatalizada ou africadas palato-alveolares/alvéolo-palatais, como nas línguas índicas. Isso pode ser considerado apropriado quando o local de articulação precisa ser especificado, e a distinção entre plosiva e africada não é contrastiva.
Há também a plosiva pós-palatina sonora em algumas línguas, que é articulada ligeiramente mais atrás do que o local de articulação da consoante palatal prototípica, mas não tão atrás quanto a consoante velar prototípica. O AFI não tem um símbolo separado, que pode ser transcrito como ⟨ɟ̠⟩, ⟨ɟ˗⟩ (ambos os símbolos denotam um ⟨ɟ⟩ retraído), ⟨ɡ̟⟩ ou ⟨ɡ˖⟩ (ambos os símbolos denotam um ⟨ɡ⟩ avançado ) Os símbolos X-SAMPA equivalentes são J\_- e g_+, respectivamente.
Especialmente na transcrição ampla, a plosiva pós-palatal sonora pode ser transcrita como uma plosiva velar sonora palatalizada (⟨ɡʲ⟩ no IPA, g' ou g_j no X-SAMPA).

## Características
- Sua forma de articulação é oclusiva, ou seja, produzida pela obstrução do fluxo de ar no trato vocal.
- Como a consoante também é oral, sem saída nasal, o fluxo de ar é totalmente bloqueado e a consoante é uma plosiva.
- Seu local de articulação é palatino, o que significa que é articulado com a parte média ou posterior da língua elevada ao palato duro. A outra variante pós-palatina idêntica é articulada ligeiramente atrás do palato duro, fazendo com que soe um pouco mais perto do velar [ɡ].
- Sua fonação é sonora, o que significa que as cordas vocais vibram durante a articulação.
- É uma consoante oral, o que significa que o ar só pode escapar pela boca.
- É uma consoante central, o que significa que é produzida direcionando o fluxo de ar ao longo do centro da língua, em vez de para os lados.
- O mecanismo da corrente de ar é pulmonar, o que significa que é articulado empurrando o ar apenas com os pulmões e o diafragma, como na maioria dos sons.

## Ocorrências

### Palatal ou alvéolo-palatal
| Língua          | Língua                            | Palavra           | AFI              | Significado        | Notas                                                                                 |
| --------------- | --------------------------------- | ----------------- | ---------------- | ------------------ | ------------------------------------------------------------------------------------- |
| Albanês         | Albanês                           | gjuha             | [ˈɟuha]          | Língua             | Também pronunciado e transcrito como africada [ɟ͡ʝ]. Fundido com [d͡ʒ] em Albanês gheg. |
| Árabe           | Alguns dialetos do norte do Iêmen | جمل               | [ˈɟamal]         | Camelo             | Corresponde a d͡ʒ ~ ʒ ~ ɡ em outras variedades.                                        |
| Árabe           | Alguns falantes sudadeneses       | جمل               | [ˈɟamal]         | Camelo             | Corresponde a d͡ʒ ~ ʒ ~ ɡ em outras variedades.                                        |
| Árabe           | Norte do Egito                    | جمل               | [ˈɟamal]         | Camelo             | Corresponde a d͡ʒ ~ ʒ ~ ɡ em outras variedades.                                        |
| Basco           | Basco                             | anddere           | [äɲɟe̞ɾe̞]         | Buneco             |                                                                                       |
| Assírio/Síriaco | Alguns falantes de Urmia & Koine. | ܓܲܒ݂ܪܵܐ / gavrɑ      | [ɟoːrɑ]          | Marido             | Corresponde a /g/ ou /d͡ʒ/ em outras variedades.                                       |
| Assírio/Síriaco | Alguns falantes do norte          | ܓܲܒ݂ܪܵܐ / gavrɑ      | [ɟaʊrɑ]          | Marido             | Corresponde a /g/ ou /d͡ʒ/ em outras variedades.                                       |
| Catalão         | Majorcano                         | guix              | [ˈɟi̞ɕ]           | Giz                | Corresponde a /g/ em outras variedades.                                               |
| Chinês          | Hokkien taiwanês                  | 攑手 / gia̍h-tshiú | [ɟiaʔ˧ʔ t͡ɕʰiu˥˩] | Levandar a mão     |                                                                                       |
| Chinês          | Dialeto taizhou                   | 共 / gòng         | [ɟyoŋ]           | Junto              |                                                                                       |
| Corso           | Corso                             | fighjulà          | [viɟɟuˈla]       | Assitir            |                                                                                       |
| Tcheco          | Tcheco                            | dělám             | [ˈɟɛlaːm]        | Eu faço            |                                                                                       |
| Dinca           | Dinca                             | jir               | [ɟir]            | Cego               |                                                                                       |
| Ega             | Ega                               | [ɟé]              | [ɟé]             | Se tornar numeroso |                                                                                       |
| Friuliano       | Friuliano                         | gjat              | [ɟat]            | Gato               |                                                                                       |
| Ganda           | Ganda                             | jjajja            | [ɟːaɟːa]         | Avô                |                                                                                       |
| Húngaro         | Húngaro                           | gyám              | [ɟäːm]           | Guardião           |                                                                                       |
| Irlandês        | Irlandês                          | Gaeilge           | [ˈɡeːlʲɟə]       | Língua irlandesa   |                                                                                       |
| Letão           | Letão                             | ģimene            | [ˈɟime̞ne̞]        | Família            |                                                                                       |
| Macedônio       | Macedônio                         | раѓање            | [ˈraɟaɲɛ]        | Nascimento         |                                                                                       |
| Norueguês       | Central                           | fadder            | [fɑɟːeɾ]         | Padrinho           |                                                                                       |
| Norueguês       | Do norte                          | fadder            | [fɑɟːeɾ]         | Padrinho           |                                                                                       |
| Occitano        | Auvergnat                         | diguèt            | [ɟiˈɡɛ]          | Disse              |                                                                                       |
| Occitano        | Limousin                          | dissèt            | [ɟiˈʃɛ]          | Disse              |                                                                                       |
| Português       | Alguns falantes brasileiros       | pedinte           | [piˈɟ̟ĩc̟i̥]        | Pedinte            | Corresponde a um alofone africado de /d/ antes de/i/ que é comum no Brasil.           |
| Eslovaco        | Eslovaco                          | ďaleký            | [ˈɟ̟äɫɛ̝kiː]       | Longe              | Alveolo-palatal.                                                                      |
| Turco           | Turco                             | güneş             | [ɟyˈne̞ʃ]         | Sol                |                                                                                       |
| Vietnamita      | Dialeto norte-central             | da                | [ɟa˧]            | Pele               |                                                                                       |

### Pós-palatal
| Língua    | Língua    | Palavra               | AFI          | Significado     | Notas                                                                            |
| --------- | --------- | --------------------- | ------------ | --------------- | -------------------------------------------------------------------------------- |
| Catalão   | Catalão   | guix                  | [ˈɡ̟i̞ɕ]       | Giz             | Alofone de /ɡ/ antes de vogais frontais.                                         |
| Grego     | Grego     | μετάγγιση / metággisi | [me̞ˈtɐŋ̟ɟ̠is̠i] | Transfusão      | Pós-palatal.                                                                     |
| Italiano  | Padrão    | ghianda               | [ˈɡ̟jän̪ːd̪ä]   | Bolota          | Pós-palatal; alofone de /ɡ/ antes de /i, e, ɛ, j/.                               |
| Português | Português | amiguinho             | [ɐmiˈɡ̟ĩɲu]   | Amiguinho       | Alofone de /ɡ/ antes de vogais frontais.                                         |
| Romeno    | Romeno    | ghimpe                | [ˈɡ̟impe̞]     | Espinho         | Tanto um alofone de /ɡ/ antes de /i, e, j/ quanto a realização fonética de /ɡʲ/. |
| Russo     | Padrão    | герб / gerb           | [ɡ̟e̞rp]       | Brasão de armas | Tipicamente transcrito como ⟨ɡʲ⟩.                                                |
| Espanhol  | Espanhol  | guía                  | [ˈɡ̟i.ä]      | Guia            | Alofone de /ɡ/ antes de vogais frontais.                                         |
| Yanyuwa   | Yanyuwa   | [ɡ̠uɡ̟uɭu]              | [ɡ̠uɡ̟uɭu]     | Sagrado         | Pós-palatal. Contrasta versões pré-nasalizadas e normais.                        |